# Пірна
Пірна (нім. Pirna Німецька: [ˈpɪʁna] ( прослухати)), також Пірно чи Пірне (в-луж. і н-луж. Pěrno вимовляється [ˈpʲɪʁnɔ]) — місто в Німеччині, розташоване в землі Саксонія. Районний центр району Саксонська Швейцарія — Східні Рудні Гори. Центр об'єднання громад Пірна.
Площа — 53,02 км2. Населення становить 38 284 ос. (станом на 31 грудня 2020).